# 東鯖江駅
東鯖江駅（ひがしさばええき）は、かつて福井県鯖江市旭町にあった福井鉄道鯖浦線の駅（廃駅）である。

## 駅構造
地上駅。正確な構造は不明だが、列車交換は不可能だった。駅構内には車両基地があったらしいが、これも詳細は不明。

## 駅跡
駅の名をとどめるものは残っていない。

## 歴史
- 1926年（大正15年）10月1日：鯖浦電気鉄道の駅として開業。
- 1945年（昭和20年）8月1日：会社合併により福井鉄道鯖浦線の駅となる。
- 1962年（昭和37年）1月25日：鯖江 - 水落信号所間の廃線により廃止。北陸本線の複線電化工事に伴うもの。

## 隣の駅
福井鉄道
鯖浦線（廃止）
鯖江駅 - 東鯖江駅 - 南水落駅
※1962年（昭和37年）1月25日に水落信号所から当駅側が廃止となった時点の状態。1959年（昭和34年）7月19日までは南水落駅は水落駅（初代）を名乗っていた。